# Batrachostomus hodgsoni
El podargo colilargo, o podargo de Hodgson  (Batrachostomus hodgsoni) es una especie de ave caprimulgiforme de la familia Podargidae que vive en el sudeste asiático y el extremo oriental del subcontinente indio. Su nombre científico conmemora al naturalista británico Brian Houghton Hodgson.

## Distribución y hábitat
Se encuentra en los bosques templados y húmedos subtropicales del sudeste asiático continental y el extremo más oriental del subcontinente indio, distribuido por Birmania, Bangladés, el este de la India, Laos, Tailandia y Vietnam.